# Negrid nagyrassz

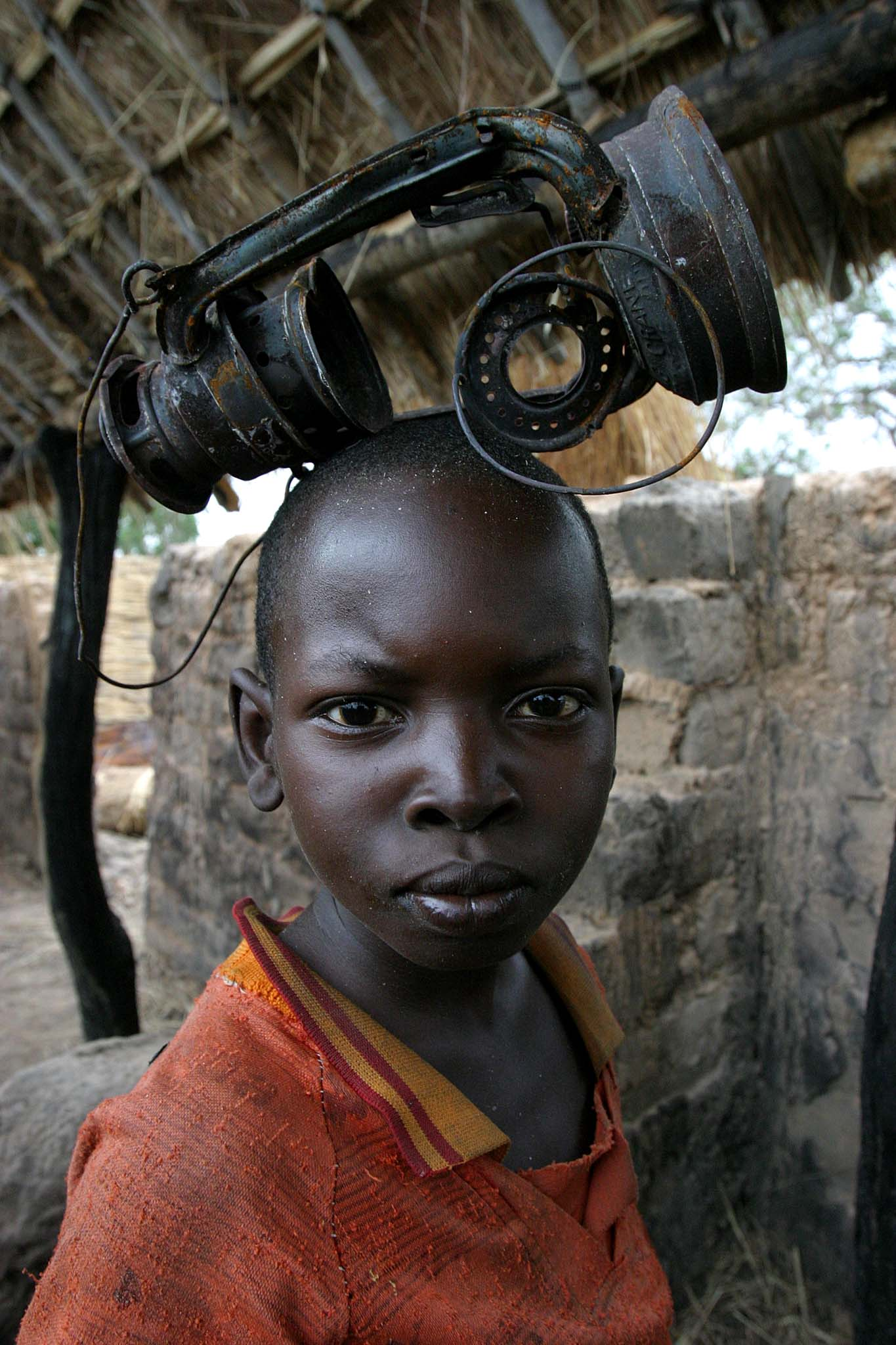
Egy fiú egy elégett lámpával játszik (Közép-afrikai Köztársaság, Birao)

A negrid egy nagyrassz, amelynek képviselői eredetileg Afrikából származnak, viszont a rabszolga-kereskedelem miatt Amerikában is nagy számban találhatók meg.

## Testi jellemzők
A bőr színskálája a világosbarnától a sötétbarnáig terjed, ez a bőrben található melaninnak köszönhető, amely véd a magas UV-sugárzástól. A testmagasság változó, a legmagasabb (nilotidok) és a legalacsonyabb (pigmeusok) átlagmagasságú emberek is negridek, de az átlag negrid magas, atlétikus termetű, egyenes, rövid törzsű és hosszú végtagú. A haj göndör, erős szálú, az arcszőrzet gyenge. A fej hosszúkás, az orr széles, az ajak vastag és az arc előreugró. Szemük sötét, talpuk (és a tenyerük) rózsaszín.

## Alrasszai
A negridnek alapvetően három alrassza van, viszont létrejöttek kevert rasszok is.

### Szudáni rassz
A negrid alrassza, a Szaharától délre, az Atlanti-óceántól a Nílusig fordul elő. Testi jellemzői minimálisan különböznek a tipikus negridtől.

### Paleo-negrid rassz
A negrid alrassza, főleg a Kongó-medence és Közép-Afrika őserdeiben fordul elő. Zömök testalkat, közép-sötét bőr és fekete haj jellemzi.

### Bantuid rassz
A negrid alrassza, fő elterjedési területe Dél- és Kelet-Afrika. Karcsú és erőteljes testalkat, közepes termet és egyenes, széles orr jellemzi.

### Átmeneti és kevert rasszok
Etiopid rassz
A negrid és az europid átmeneti rassza, fő elterjedési területe Szudán, Egyiptom, Etiópia, Kenya, Vörös-tenger és Indiai-óceán közti területek. Erőteljes testalkat, keskeny és ovális arc jellemzi.
Hamitid rassz
A negrid és az europid átmeneti rassza.
Mulatt
A negrid és az europid kevert rassza.
Malagasz
A negrid és a mongolid kevert rassza.
Zambo
A negrid és az amerindid rassz kevert rassza.